# Friesische Mühlenstraße
| Länge:            | ca. 70 Kilometer  |
| Bundesland:       | Niedersachsen     |
| Verlaufsrichtung: | (fast) ringförmig |
| Beginn:           | Nordenham         |
| Ende:             | Wilhelmshaven     |

Die Friesische Mühlenstraße ist eine ca. 70 Kilometer lange Ferienstraße, die neun Korn-Windmühlen und eine Wasserschöpf-Windmühle miteinander verbindet. Sie verläuft über das Gebiet der niedersächsischen Landkreise Wesermarsch, Friesland, Wittmund und der Stadt Wilhelmshaven.

## Arbeitsgemeinschaft Friesische Mühlenstraße
Die Arbeitsgemeinschaft Friesische Mühlenstraße wurde 1995 gegründet. Die zehn beteiligten Mühlen beabsichtigten, durch gemeinsame Fremdenverkehrswerbung ihr Besucheraufkommen zu erhöhen. Dazu wurde die
Übersichtskarte der Friesischen Mühlenstraße erarbeitet, sowie Veranstaltungen am Mühlentag, dem Pfingstmontag, angeboten. Seit 2020 ist die Homepage der Arbeitsgemeinschaft abgeschaltet.

## Geschichte
Die Friesische Mühlenstraße wurde am Pfingstmontag 1996 eröffnet. Nach den Worten des stellvertretenden Landrats des Landkreises Friesland sei es von Anfang an die Aufgabe der Mühlenstraße gewesen, „dem touristischen Angebot Lebendigkeit [zu] verschaffen und unsere Heimat und ihre kulturhistorische Vergangenheit erlebbar [zu] machen.“
Die Mühlen der Friesischen Mühlenstraße sind seit 2010 auch Stationen der Niedersächsischen Mühlenstraße. Allerdings weicht die Streckenführung der Niedersächsischen Mühlenstraße von der der Friesischen Mühlenstraße ab.

## Verlauf
Die Friesische Mühlenstraße umrahmt den Jadebusen. In den Monaten Juni, Juli und August jeden Jahres können Radfahrer unter Benutzung der Personenfähre Wilhelmshaven-Eckwarderhörne die Mühlenstraße auch als Rundkurs am Startort beenden.

### Stationen des Rundkurses
- Vareler Windmühle in Varel (Fünfstöckiger Galerieholländer)
- Rutteler Mühle in Neuenburg (Galerieholländer)
- Horstener Mühle in Horsten (Zweistöckiger Galerieholländer)[9]
- Wedelfelder Wasserschöpfmühle in Neustadtgödens (Erdholländer, Wasserschöpfmühle)
- Oberahmer Kornmühle in Neustadtgödens (Zweistöckiger Galerieholländer, Peldemühle)
- Schlachtmühle Jever in Jever (Zweistöckiger Galerieholländer)
- Accumer Mühle in Accum (Galerieholländer)
- Kopperhörner Mühle in Wilhelmshaven (Galerieholländer)
- Moorseer Mühle in Nordenham (Galerieholländer)[10]
- Seefelder Mühle in Seefeld (Galerieholländer)[11]
- Peldemühle Wittmund (Ältester funktionsfähiger Galerieholländer Deutschlands)

### Bilder der Mühlen

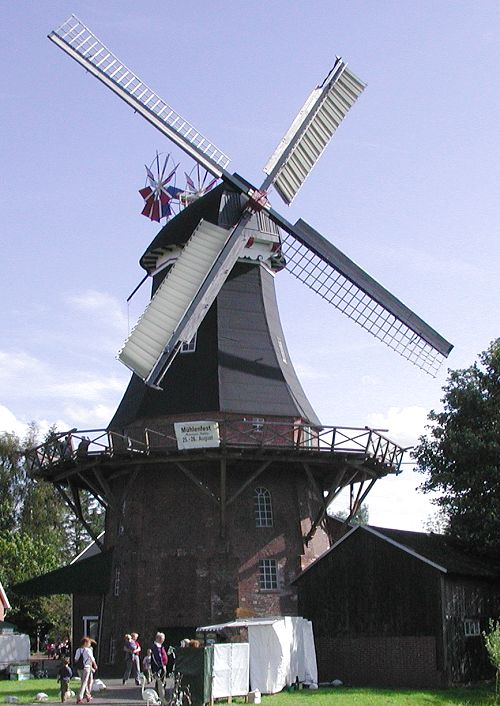
Moorseer Mühle
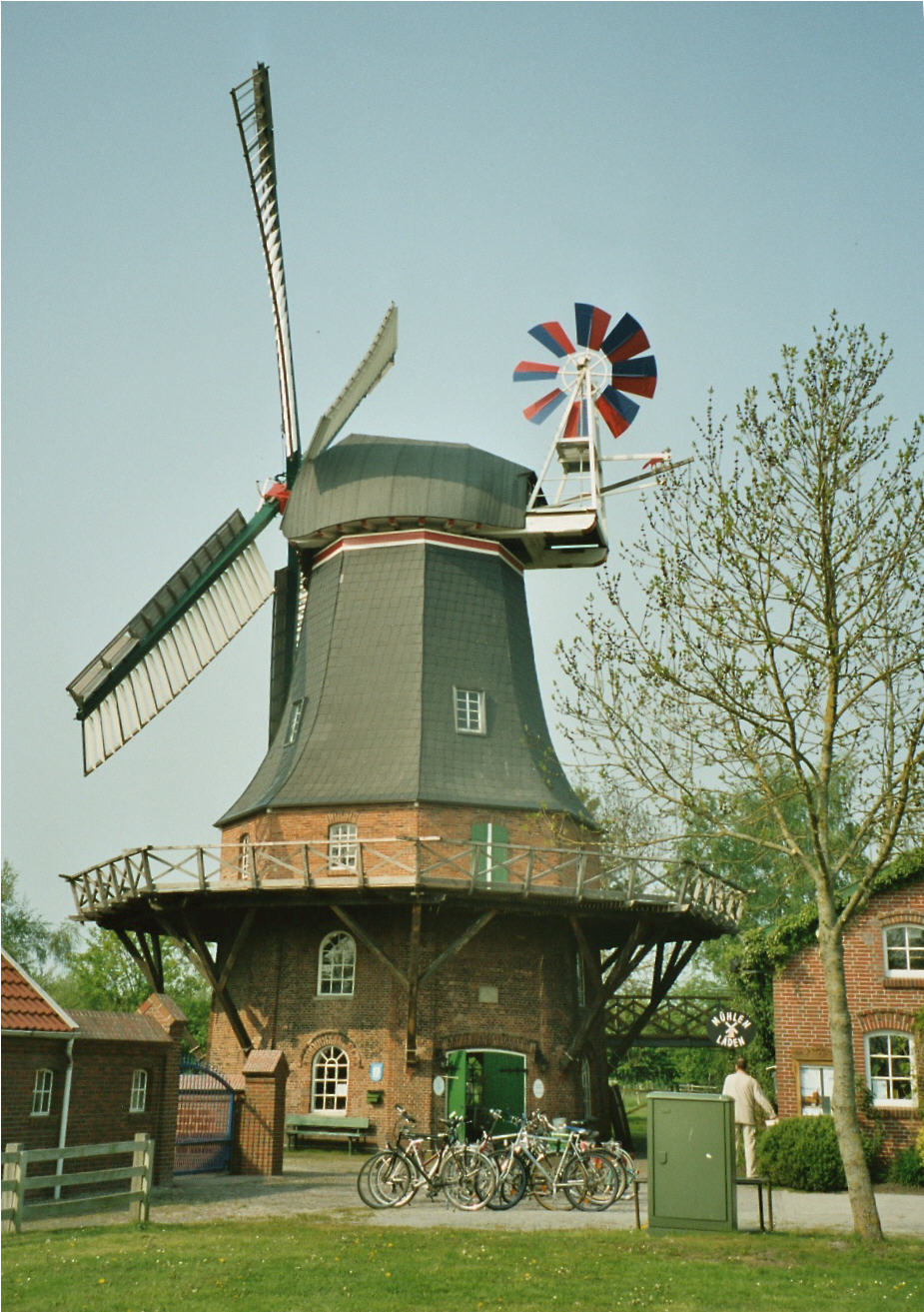
Seefelder Mühle
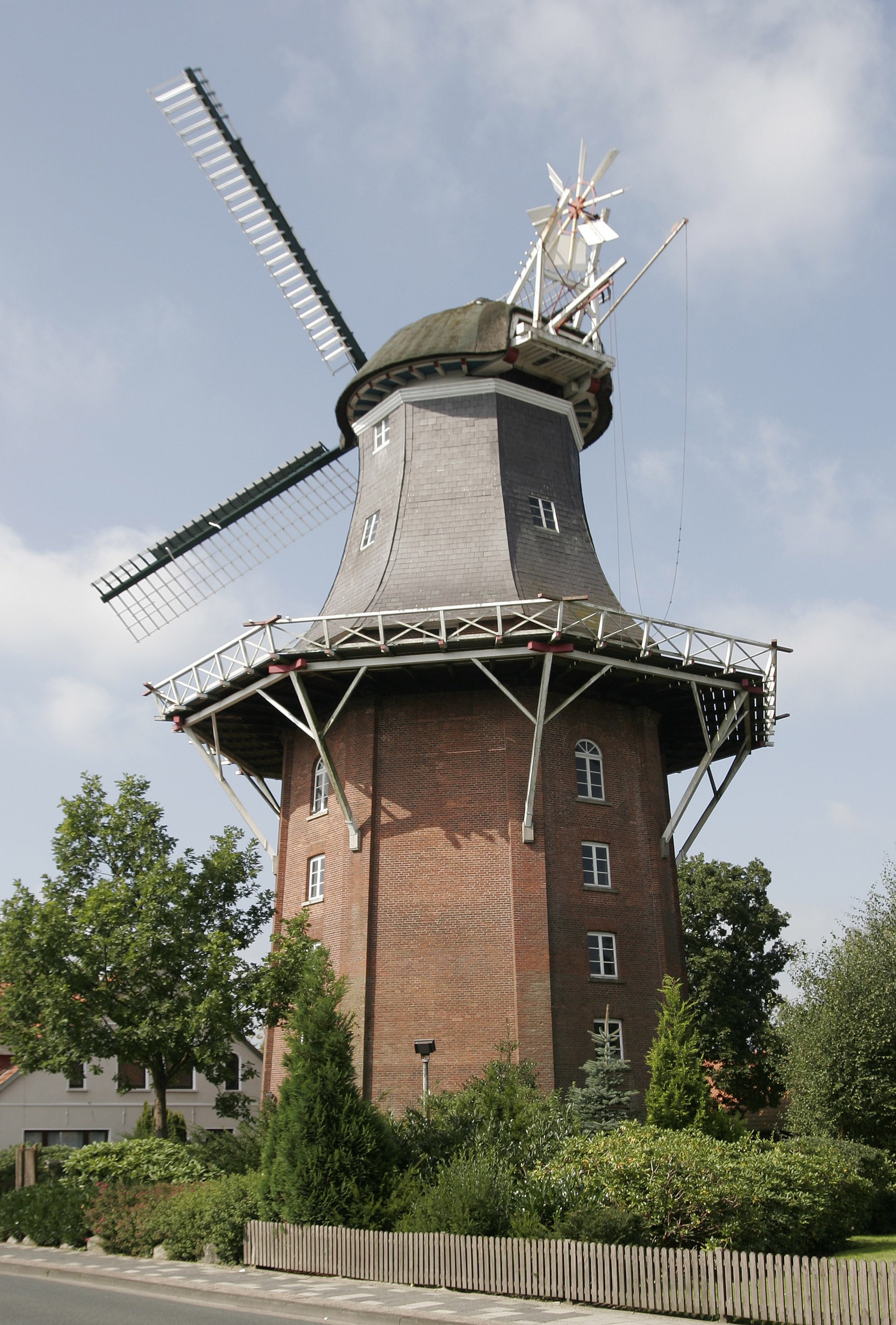
Vareler Mühle
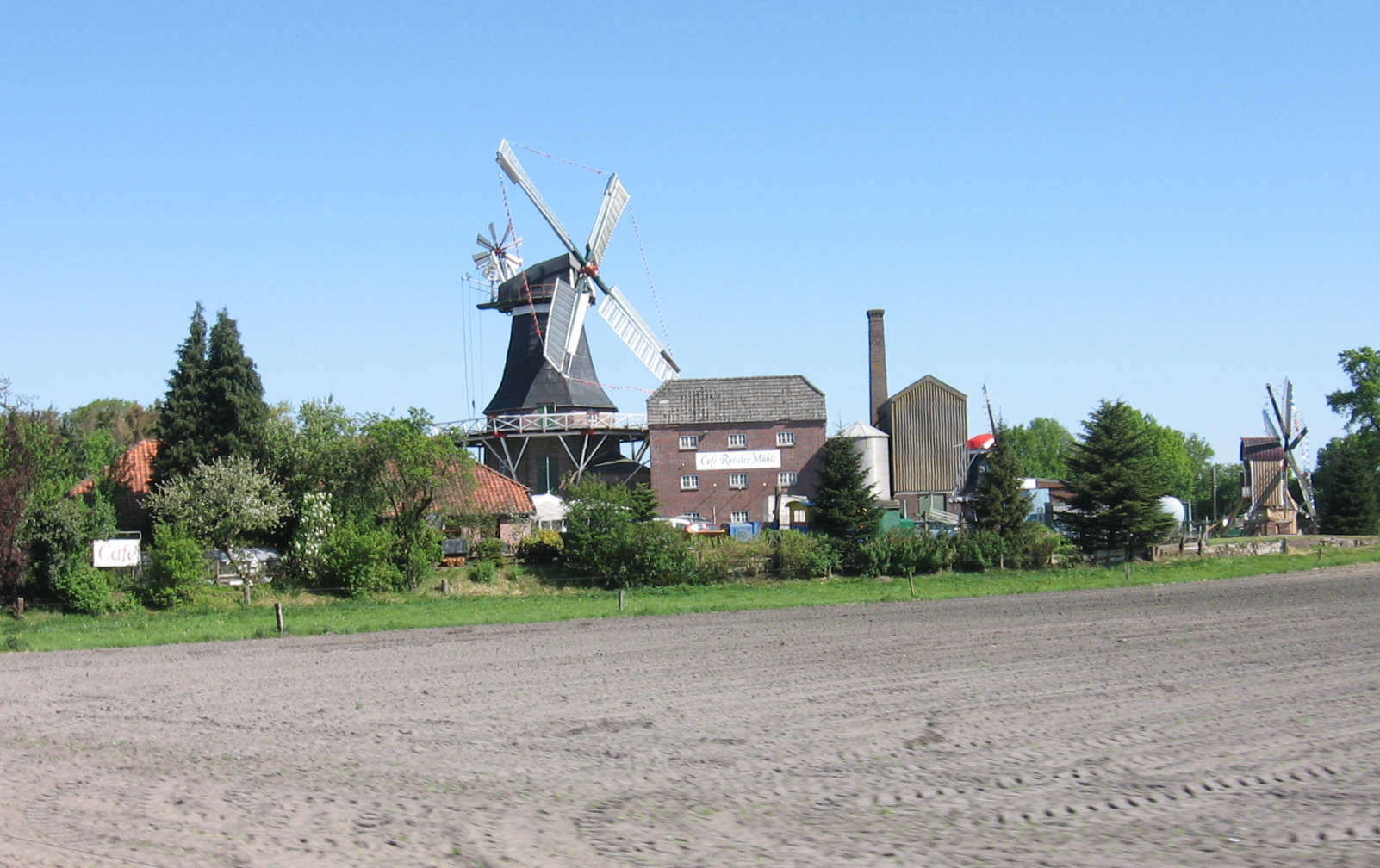
Rutteler Mühle
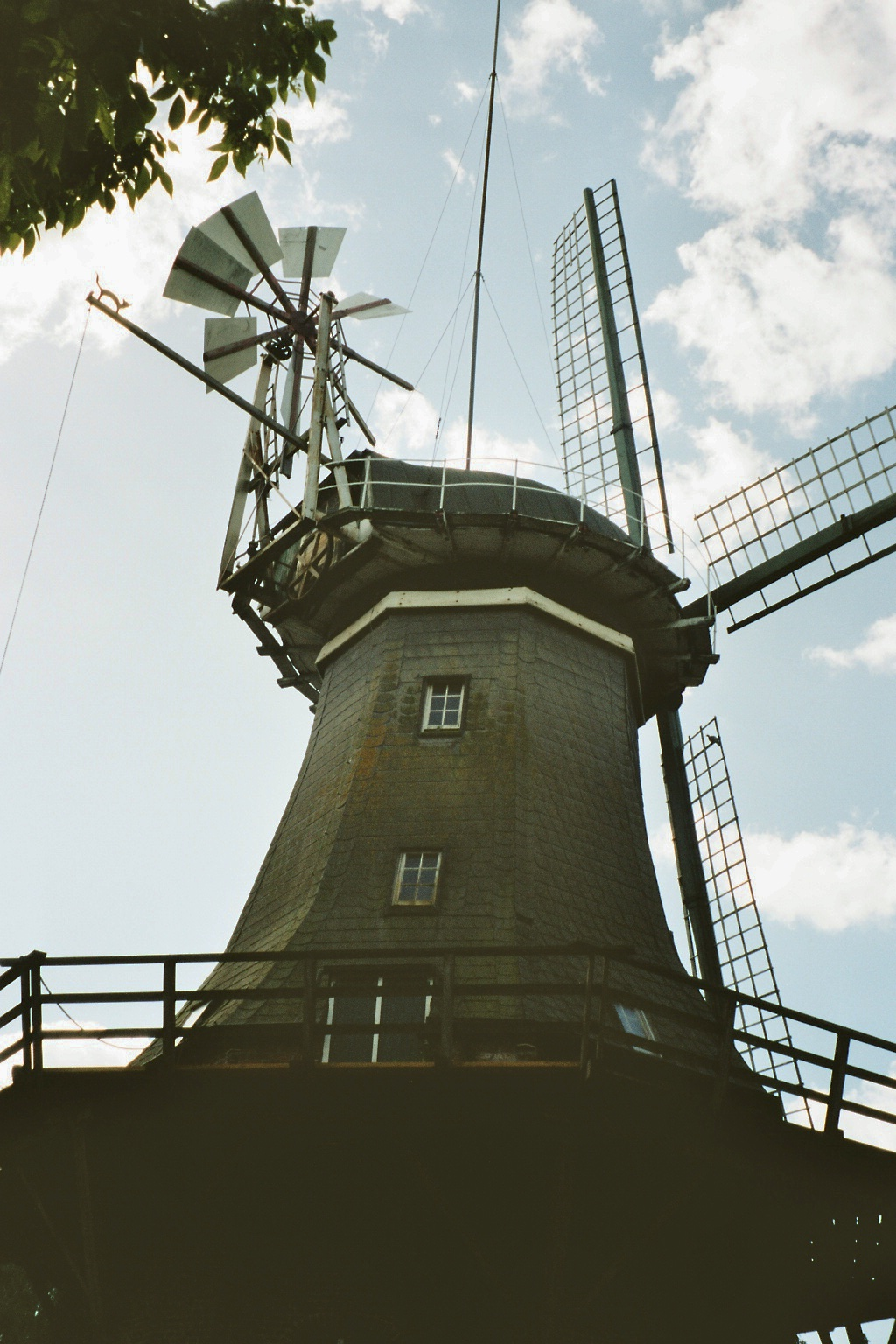
Oberahmer Mühle
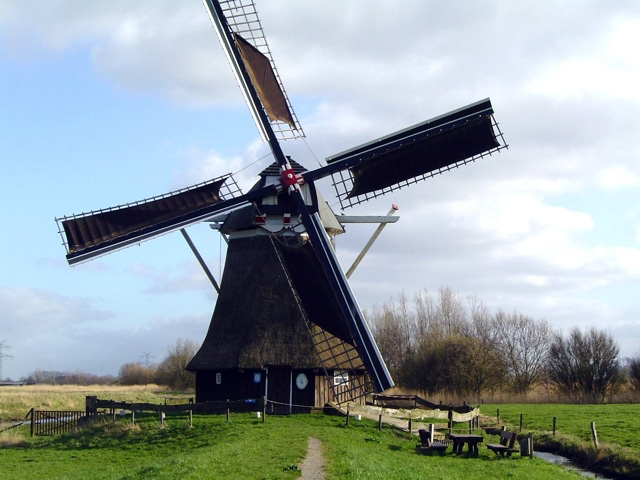
Wedelfelder Wasserschöpfmühle
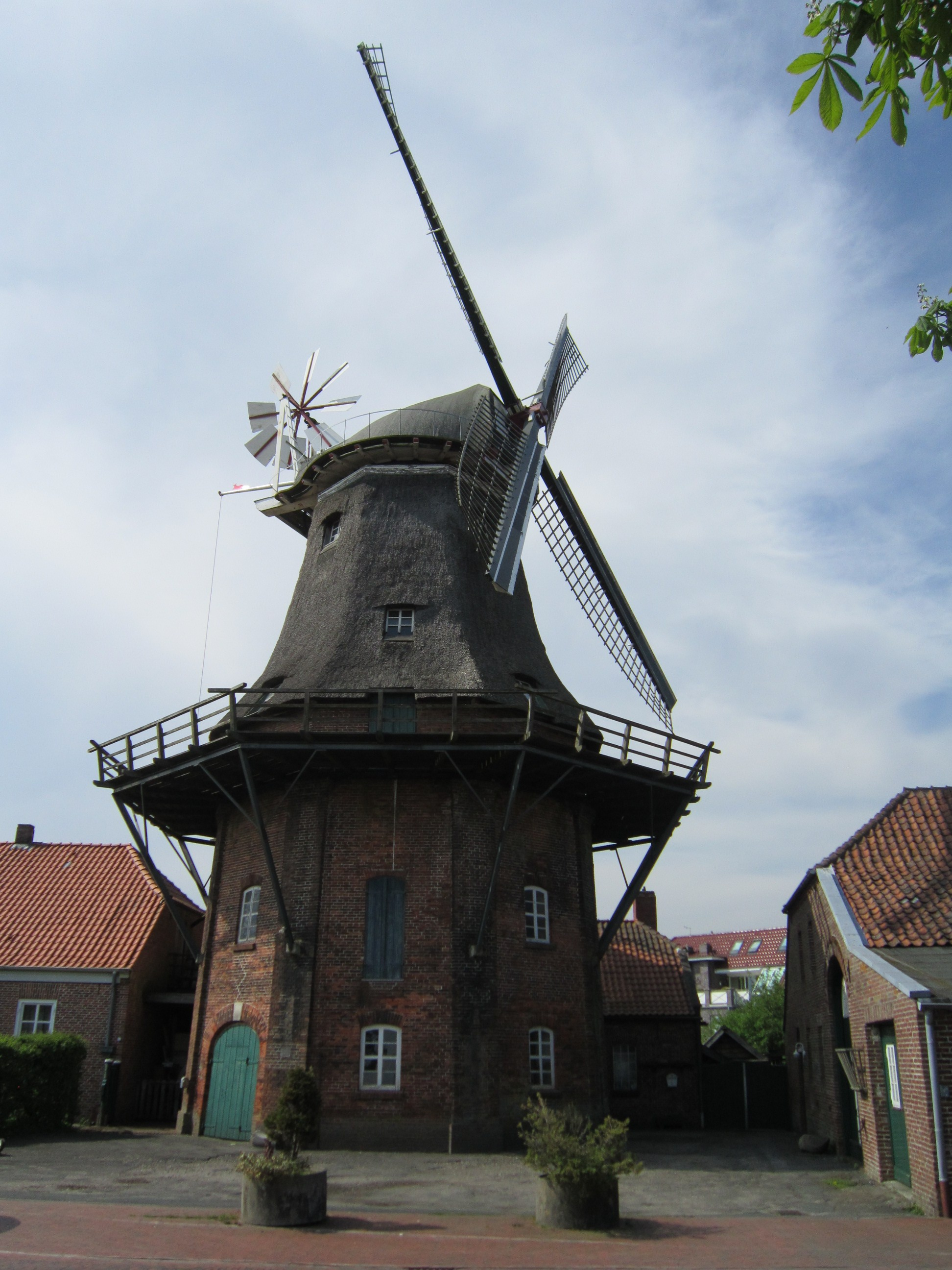
Schlachtmühle Jever
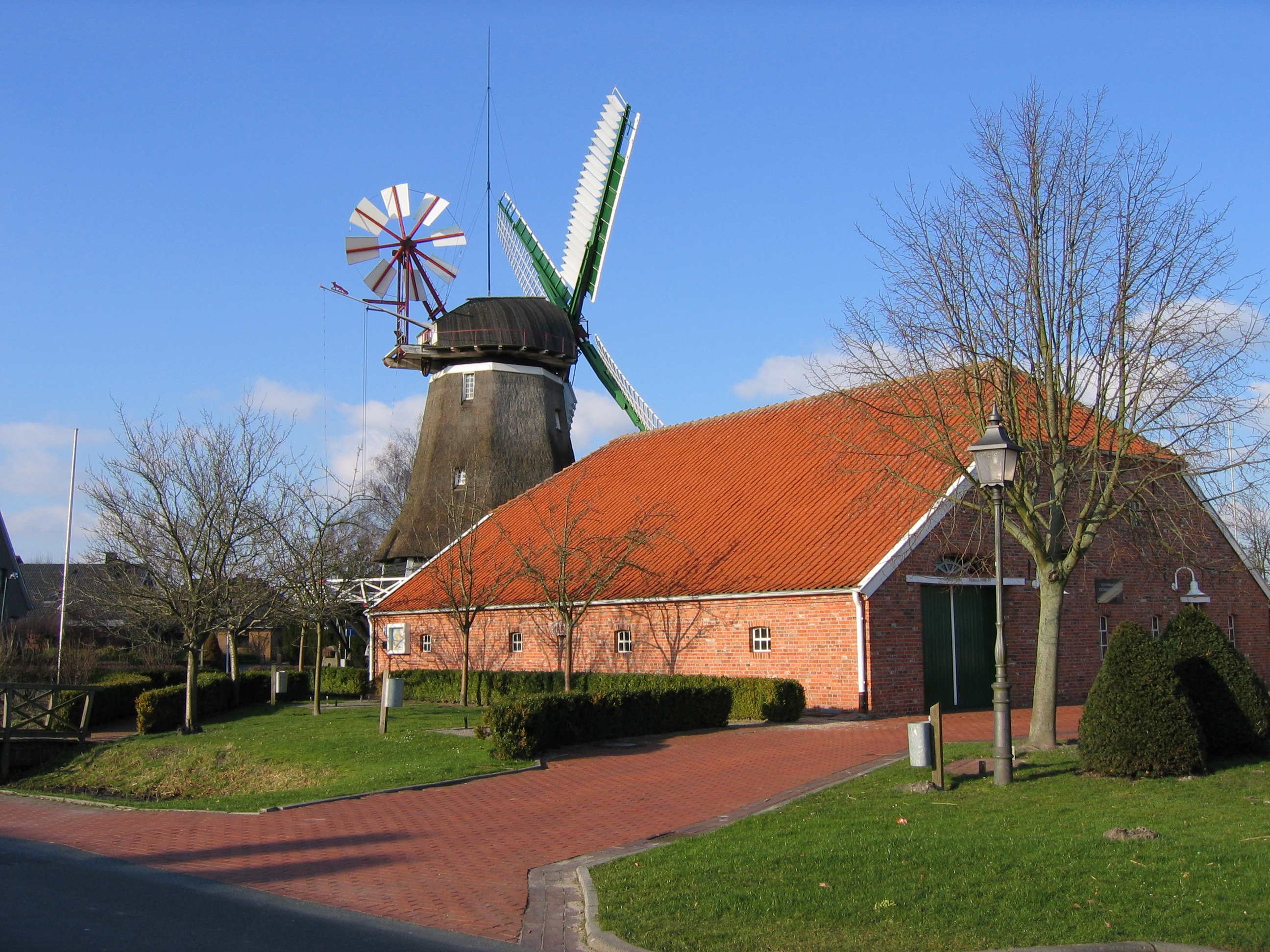
Accumer Mühle
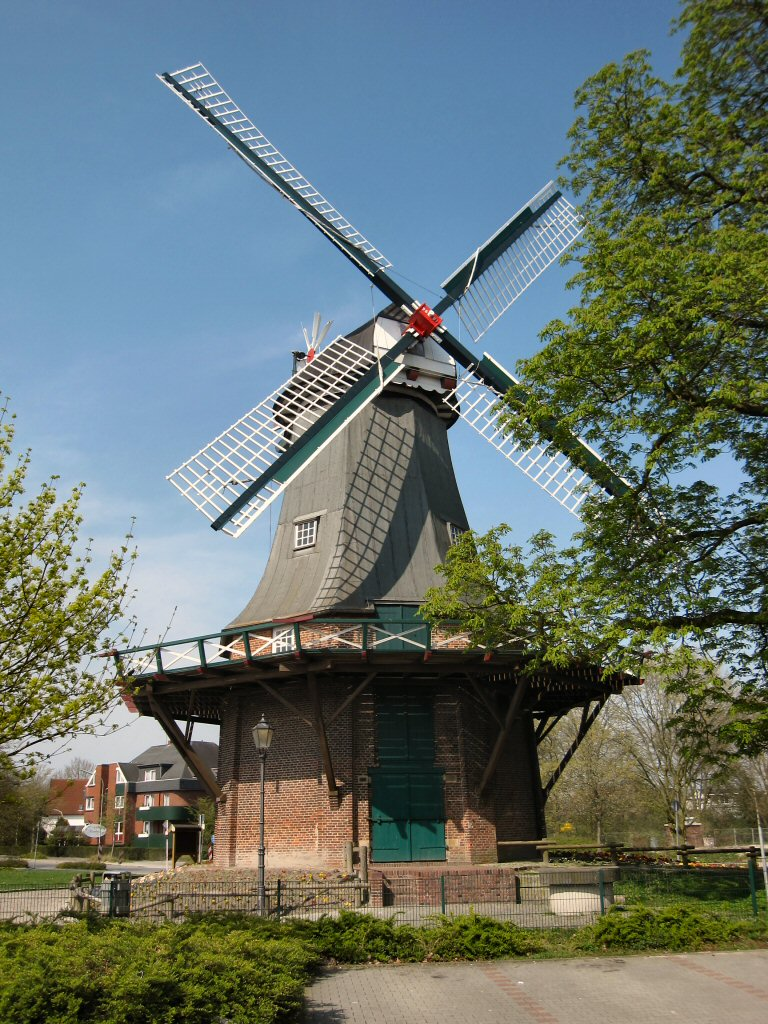
Kopperhörner Mühle
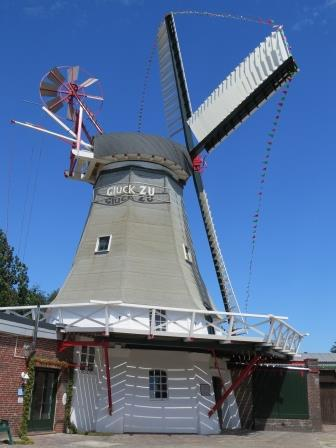
Peldemühle Wittmund